# Oak (Nebraska)
Oak é uma vila localizada no estado americano de Nebraska, no Condado de Nuckolls.

## Demografia
Segundo o censo americano de 2000, a sua população era de 60 habitantes.
Em 2006, foi estimada uma população de 56, um decréscimo de 4 (-6.7%).

## Geografia
De acordo com o United States Census Bureau, a localidade tem uma área de 0,4 km², sem área coberta por água. Oak localiza-se a aproximadamente 478 m acima do nível do mar.

## Localidades na vizinhança
O diagrama seguinte representa as localidades num raio de 16 km ao redor de Oak.